# Aquila di San Venceslao
L'aquila di San Venceslao (in ceco: Svatováclavská orlice, o anche Plamenná orlice, "aquila fiammante") è un simbolo raffigurante un'aquila femmina di colore nero, con zampe e rostro dorati e avvolta da fiamme, associato a vari stemmi: usata in origine dalla dinastia boema dei Přemyslidi (di cui fu membro san Venceslao, da cui prende il nome), è ora inclusa nello stemma del Trentino, oltre che in quello di diversi comuni cechi.

## Storia

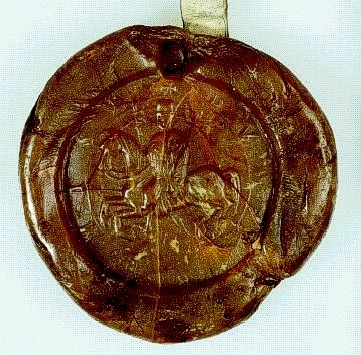
Il sigillo di Ottocaro I, che riporta l'aquila sullo scudo del cavaliere

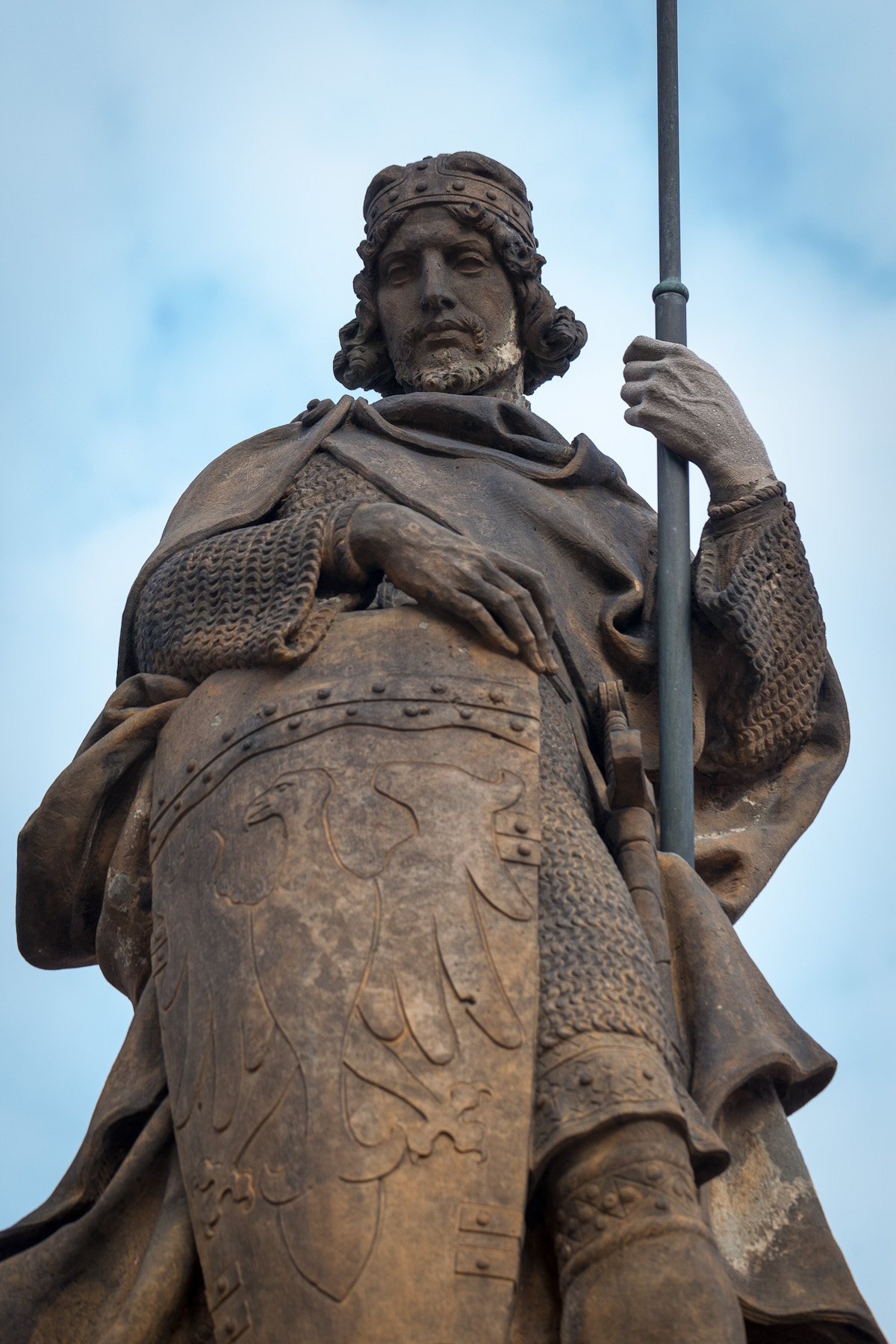
La statua di san Venceslao in piazza Hradčany a Praga, raffigurante l'aquila sullo scudo

L'aquila di San Venceslao nasce come simbolo dei duchi di Boemia Přemyslidi, anche se la sua origine non è ben chiara (potrebbe rappresentare i loro legami con la corte del Sacro Romano Impero, il cui simbolo era un'aquila bicipite). Era utilizzata già dal duca Venceslao I, da cui prende il nome, regnante dal 921 al 935 ed evangelizzatore della Boemia, venerato come santo da subito dopo la sua morte per mano del fratello Boleslao. I manufatti più antichi su cui appare il simbolo sono successivi: alcune monete fatte coniare dal duca Federico tra 1179 e il 1181, e il sigillo principesco di re Ottocaro I, risalente al 1192.
Con l'ascesa dei Přemyslidi al trono di Boemia nel 1198 l'aquila divenne il simbolo di tutto il regno. Nel XII secolo, come segno di prestigio, allo stemma vennero aggiunte le fiamme, il cui significato è incerto: secondo la cronaca di Dalimil esse simboleggiavano il diritto che i Přemyslidi avevano acquisito di annunciare il loro arrivo all'elezione imperiale accendendo dei fuochi nelle terre circostanti. In alternativa, potrebbero richiamare i fuochi accesi da parte dell'Impero per accogliere gli alleati boemi, oppure i fuochi di segnalazione che le armate boeme erano obbligate ad accendere ai margini dei loro accampamenti dentro il territorio imperiale (a causa della loro nota spietatezza nei confronti dei civili).
A partire dal 1213 i Přemyslidi affiancarono all'aquila un secondo simbolo, il leone a due code: l'aquila venne prima confinata allo stemma della Boemia (mentre il leone campeggiava su quello del regno di Boemia, che comprendeva anche altri territori), poi allo stemma dei Přemyslidi, e quindi sostituita completamente entro la fine del Medioevo.

Secoli dopo, l'aquila rimpiazzò nuovamente il leone a due code (simbolo della liberale Prima Repubblica) in seguito all'annessione dei Sudeti da parte della Germania nazista. Oggi, in Repubblica Ceca, l'aquila di San Venceslao sopravvive negli stemmi di alcuni comuni della Boemia (come Dřetovice, Lštění, Roztoky, Stochov e Vráž) e di altre regioni (ad esempio Hybrálec, Straškov-Vodochody e Ždírec).

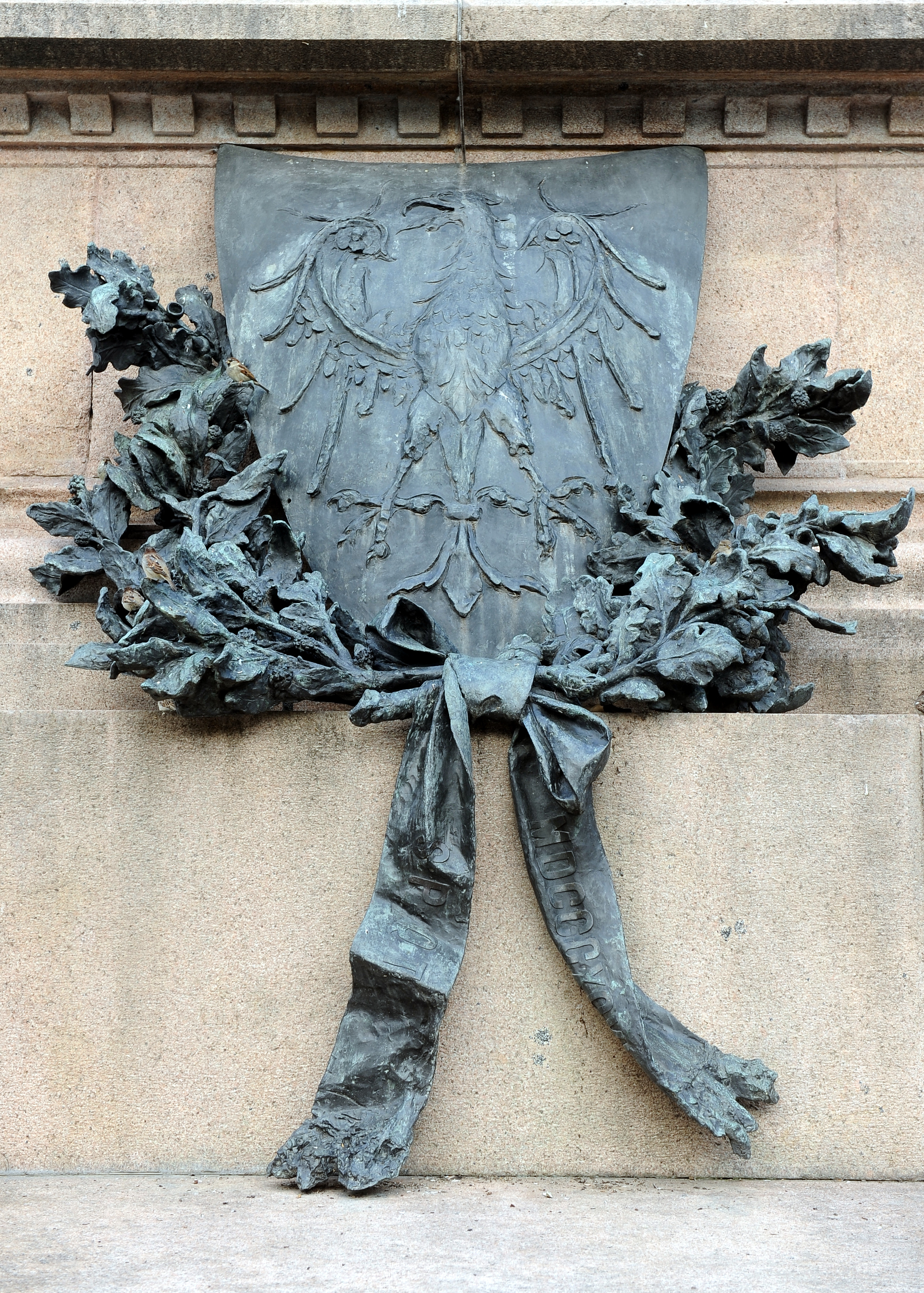
L'aquila di San Venceslao raffigurata sul monumento a Dante a Trento

### Stemma del Trentino
Con la morte di Venceslao III, l'ultimo erede dei Přemyslidi, il loro stemma risultò legalmente vacante; il 9 agosto 1339, quindi, il principe vescovo di Trento Nicolò da Bruna ottenne dal re di Boemia Giovanni di utilizzare l'aquila di San Venceslao come stemma del principato vescovile (da cui discende quello dell'odierna arcidiocesi), il quale fu utilizzato anche come arma da apporre sulle bandiere delle milizie e dei vassalli a servizio del vescovo. Nel 1407, quando Trento adottò uno statuto comunale dopo la rivolta guidata dal Belenzani, l'aquila divenne anche lo stemma ufficiale della città, passando quindi allo stemma della Provincia e a quello della Regione. Rispetto allo stemma originale, l'aquila di San Venceslao trentina ha le fiamme completamente circondanti il corpo, ed ha sulle ali due gambi trifogliati d'oro.

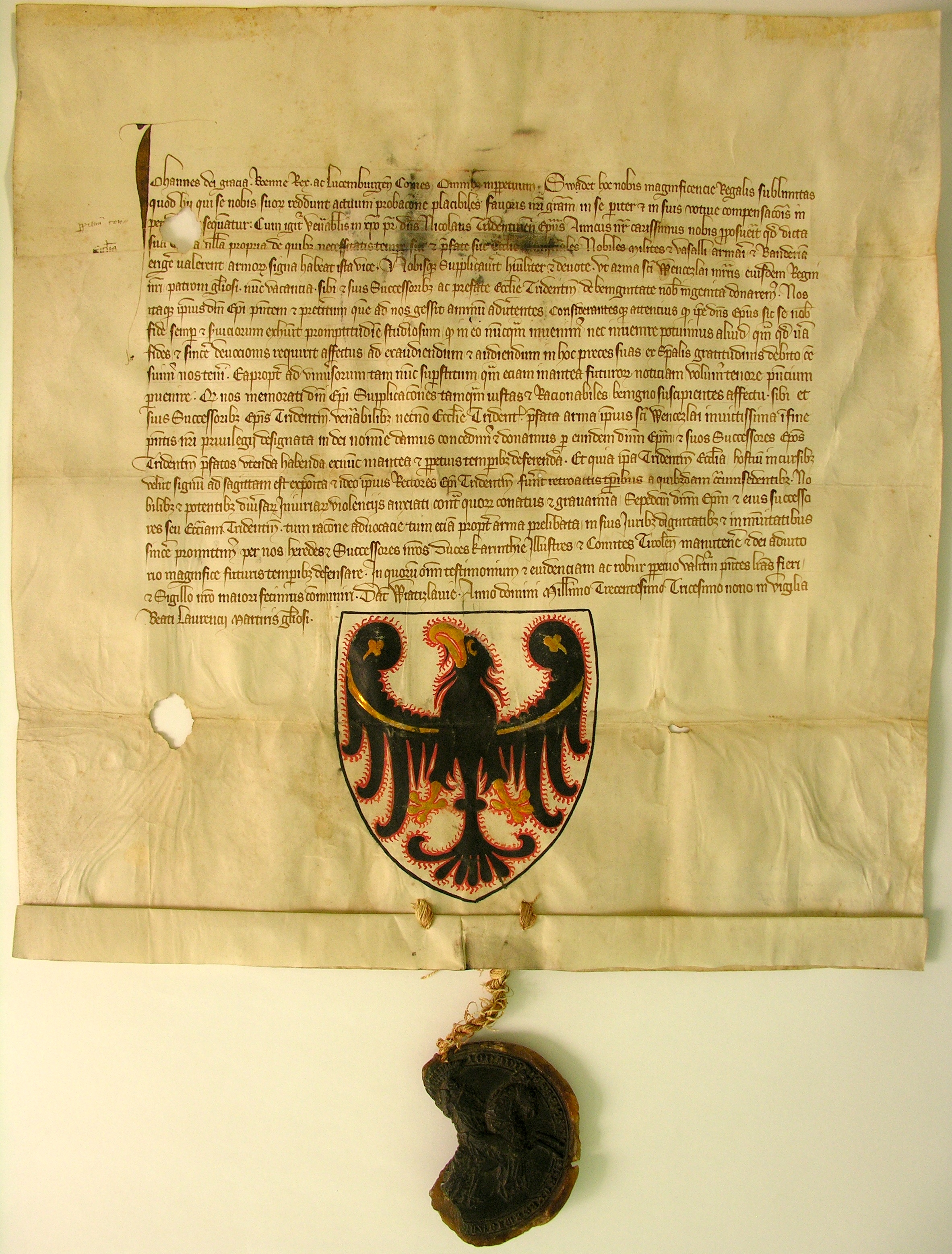
Il documento con cui Giovanni I di Boemia concedette a Nicolò da Bruna l'uso dell'aquila di San Venceslao per lo stemma del principato vescovile di Trento

### Onorificenza
L'aquila di San Venceslao è anche la massima onorificenza conferibile dalla provincia autonoma di Trento, opera bronzea dello scultore Othmar Winkler.  
Tra i decorati vi sono Osvaldo Bevilacqua, Edoardo Martini, Filippo Foti, Andrea Mascagni, Renato Ballardini, Giannantonio Manci, Gianluca Galassi, Carmine Abate, Francesca Dallapé,  Innocenzo Cipolletta, Ruggero Tita, Cecilia Maffei, Francesco Volpi, Maria Elisabetta Alberti Casellati, Giacomo Bertagnolli, Daniele Lavia, Alessandro Michieletto, Riccardo Sbertoli, Günther Platter, Maria Voce, Samantha Cristoforetti, Vittorio Sgarbi, Rolly Marchi, Matteo Renzi, Aurelio De Laurentiis, Armando Guebuza, Luísa Diogo, Amos Mosaner, Giorgio Postal, la famiglia Guerrieri Gonzaga, la Marcialonga, l'Aquila Basket Trento, l'Associazione Venezia Giulia e Dalmazia, le suore Maria Bambina, il coro della SAT, il coro della SOSAT, ed una consegna simbolica a tutto il popolo trentino.